# Maurizio Costanzo Show
Il Maurizio Costanzo Show è stato un programma televisivo italiano di genere talk show, andato in onda dal 14 settembre 1982 al 9 dicembre 2009 e dal 12 aprile 2015 al 25 novembre 2022 sulle reti Mediaset, ideato e condotto da Maurizio Costanzo. 
Con 42 edizioni, è stato il talk show più longevo della televisione italiana.

## Il programma
Il programma andava storicamente in onda dal Teatro Parioli di Roma e, per un breve periodo, in alternanza settimanale dal Teatro Manzoni di Milano. A partire dal 12 aprile 2015, è andato dapprima in onda dal Teatro 7 degli Stabilimenti De Paolis in Roma, poi dal Teatro 5 degli Studi Voxson in Roma e, dal 28 marzo 2019 dai Lumina Studios. È stato ideato da Alberto Silvestri e da Maurizio Costanzo e condotto da quest'ultimo. Hanno collaborato al programma anche Luisella Testa e Marina Nocella come redattrici e i giornalisti Mimosa Martini e Fabio Tamburini. Il Produttore esecutivo dal 1987 al 2004 è stato Massimo Paniconi. La sigla della trasmissione, Se penso a te, è di Franco Fasano. L'accompagnamento musicale è stato affidato per molti anni a Franco Bracardi, sostituito poi, dopo un periodo di convivenza sullo stesso palco, da Demo Morselli e dalla sua band. Dal 30 settembre 2008 il maestro Pino Perris ha ricoperto il ruolo che fu di Bracardi. Dal 12 aprile 2015 l'orchestra è la Zago Boogie Band diretta da Massimo Zagonari con Max Tempia al pianoforte, nel ruolo che era di Franco Bracardi. Il pianoforte è lo storico strumento bianco usato nelle ultime edizioni dal maestro Bracardi.
Il programma è un talk show, in cui i vari ospiti discutevano del tema della puntata, e ha visto passare sul proprio palcoscenico i personaggi più importanti dello spettacolo, della cultura e della politica italiana, premi Nobel, musicisti, scrittori, gente comune. Molta risonanza hanno avuto le campagne contro la mafia, le denunce nei confronti delle condizioni disagiate dei malati mentali, campagne ambientaliste e a favore dell'organizzazione non governativa Emergency. 
Grazie al Costanzo Show hanno trovato o accresciuto la celebrità tantissimi personaggi, tra i quali Francesco Baccini, Lello Arena, Enrico Brignano, Gioele Dix, Giobbe Covatta, Enzo Iacchetti, Dario Vergassola, Stefano Nosei, David Riondino, Claudio Bisio, Daniele Luttazzi, Alessandro Bergonzoni, Gianni Fantoni, Nik Novecento, Marco Carena, Valerio Mastandrea, Ricky Memphis, Walter Nudo, Platinette, Giampiero Mughini, Vittorio Sgarbi, Joe Schittino, Willy Pasini, Afef Jnifen, Pierluigi Diaco, Dario Bandiera, Massimo Bagnato e altri.
Della trasmissione sono realizzate spesso delle puntate Uno contro tutti, in cui un ospite che divide l'opinione pubblica risponde alle domande di una ventina di giornalisti e opinionisti seduti nelle prime file del teatro. Alcuni protagonisti sono stati: Carmelo Bene, Aldo Busi, Ambra Angiolini, Paolo Bonolis, Pietro Taricone, Alba Parietti, Fabrizio Corona, Simona Ventura e Valeria Marini.

### L'inizio su Rete 4 (14 settembre 1982-8 gennaio 1986)
Il Maurizio Costanzo Show inizia il 14 settembre 1982 nello studio/teatro della ITS presso la Microstampa in via Salaria a Roma ed è trasmesso su Rete 4 dell'allora gestione Arnoldo Mondadori Editore nella prima serata del martedì fino al 22 febbraio 1983, dal 3 marzo al 28 aprile in quella del giovedì, dal 26 settembre 1983 al 2 luglio 1984 in quella del lunedì e dal 10 ottobre 1984 all'8 gennaio 1986 in quella del mercoledì. Ospiti della prima puntata sono, tra gli altri, l'avvocato Nino Marazzita, Paolo Villaggio, Paola Borboni, Federica Moro e Eva Robin's. In queste prime edizioni, in onda una volta alla settimana sempre in prima serata su Rete 4, il salotto è spesso itinerante e si sposta in vari teatri tra cui il Sistina di Roma.
La sigla della trasmissione, Se Penso A Te (1982), scritta da Franco Bracardi e da Gianni Boncompagni, dapprima nella versione eseguita da Paolo Ormi e la sua Orchestra, verrà poi registrata al pianoforte nel più noto arrangiamento di Bracardi (1984).

### Il successo nella seconda serata di Canale 5 (24 gennaio 1986-14 gennaio 2005)
Dal 24 gennaio 1986 il programma trasloca su Canale 5, dove è in onda nella seconda serata dell'ammiraglia Mediaset prima ogni venerdì fino al 26 giugno 1987, poi dal 21 settembre 1987 al 25 giugno 2004 dal lunedì al venerdì, dove diventa un appuntamento fisso per milioni di telespettatori italiani. Inoltre lo spettacolo viene replicato il giorno seguente la mattina.
Il 26 settembre 1991 Costanzo propone in prima serata uno speciale della sua trasmissione dedicato alla morte di Libero Grassi, imprenditore assassinato dalla mafia un mese prima, con ospiti in studio Giovanni Falcone, Rita dalla Chiesa, Francesco Di Maggio e Alfredo Galasso; a Costanzo si alterna Michele Santoro con Samarcanda su Rai 3, in onda dal Teatro Biondo di Palermo, da dove diede la parola ad un allora giovanissimo e sconosciuto Salvatore Cuffaro che intervenne in difesa dell'allora Ministro Calogero Mannino: la serata totalizzò quasi dieci milioni di telespettatori. Il 22 dicembre 2000 il Maurizio Costanzo Show intervistò Sergio Mattarella, all epoca Ministro della Difesa.
Il 19 dicembre 2001 una puntata speciale in prima serata su Canale 5 celebra i 20 anni della trasmissione. Partecipano allo speciale molti personaggi dello spettacolo come Fiorello, Gigi Proietti, Massimo Dapporto e Luciana Littizzetto; vari politici, come l'allora Presidente del Consiglio Silvio Berlusconi, Bertinotti, Letta, Rutelli e Veltroni; giornalisti "rivali" come Vespa, Mentana, Fede e Lerner; Fabio Capello, Franco Sensi e la squadra della Roma. In diretta fu letto anche un telegramma del Presidente della Repubblica Carlo Azeglio Ciampi: «La sua trasmissione ha contribuito a stimolare il confronto e il dialogo».
Il 16 luglio 2002 il Costanzo Show viene trasmesso in prima serata con una puntata speciale dedicata al Caso di Cogne con ospiti Carlo Taormina e Annamaria Franzoni, che annuncia di aspettare un figlio.
Dal 20 settembre 2004 il Maurizio Costanzo Show inizia la stagione con sole tre sere a settimana, ed ognuna detta o Parlando o Raccontando o Comicando; alla fine del 2004 però Costanzo decide di chiudere il programma, poiché trasmesso sempre più a tarda notte per il protrarsi dei programmi più lunghi di prima serata, facendo concludere il talk il 14 gennaio 2005.
Il 9 marzo 2005 è in onda una puntata speciale in prima serata su Rete 4 dedicata a Alberto Castagna, intitolata ... E adesso fate i bravi.

### Sul digitale terrestre (12 settembre 2005-16 giugno 2006)
Nella stagione 2005-2006, rifiutando una proposta di Sky, Costanzo riprende il suo spettacolo sul digitale terrestre Mediaset su Canale 5 Plus, senza la presenza del pubblico e portando avanti soprattutto battaglie ambientaliste.

### Il ritorno su Canale 5 e la chiusura (11 gennaio 2007-9 dicembre 2009)
Dall'11 gennaio 2007 il talk-show torna su Canale 5, tutti i giovedì in seconda serata e, dal 14 aprile 2007, anche al sabato. Nella stagione televisiva 2007-2008, il Maurizio Costanzo Show va in onda tutti i martedì e giovedì in seconda serata fino al 13 dicembre e, a partire dal 14 gennaio 2008, il lunedì e il giovedì.
Dal 30 settembre 2008 torna ancora una volta in onda, tutti i martedì e i giovedì. Dal 12 ottobre dello stesso anno il programma si sposta dalla collocazione del giovedì a quella della domenica, sostituendo il programma Terra!, che a sua volta passa al giovedì.
Dall'11 ottobre al 9 dicembre 2009 vanno il mercoledì e la domenica le ultime diciotto puntate del programma, chiamato per l'occasione Maurizio Costanzo Show 25 anni, che in questa nuova edizione, in cui sono ripercorsi i 25 anni di storia della trasmissione, vede la partecipazione fissa di Alfonso Signorini.
Lo spettacolo si conclude il 9 dicembre 2009, con gli ospiti più rappresentativi della storia del programma: Raffaele Morelli, Afef, Katia Ricciarelli, Andrea Camilleri, Gino Strada e Enzo Iacchetti.

### Il ritorno e l'addio a Maurizio Costanzo (12 aprile 2015-25 novembre 2022)
Nel febbraio 2015 viene annunciato il ritorno del programma su Rete 4 con quattro puntate speciali, a partire dal 12 aprile 2015; il programma non verrà trasmesso da un teatro, ma da uno studio televisivo (più precisamente dagli ex stabilimenti De Paolis in Via Tiburtina, 521 a Roma, oggi chiamati Studios), mantenendo la formula di base ed il pubblico in studio, ospitando anche un gruppo musicale. Nel 2016 la trasmissione torna anche in versione Uno contro tutti.
Il 6 aprile 2017 viene annunciato tramite diversi promo le nuove puntate del Maurizio Costanzo Show in onda dal 20 aprile 2017 in seconda serata su Canale 5 (che aveva proposto la trasmissione per più di 20 anni). Lo show cambia nuovamente sede, dagli studi De Paolis agli studi di produzione Voxson, sempre a Roma. Il 9 novembre 2017 parte l'edizione autunnale dello show, in onda ogni Giovedì in seconda serata su Canale 5 e che vede tra gli ospiti la presenza fissa del comico Andrea Pucci (che sarà presente, ma non in tutte le puntate,  anche nelle edizioni successive).
Il 28 marzo 2019 inizia la nuova edizione. Tra gli ospiti fissi del programma vi è Rudy Zerbi.
Nella stagione televisiva 2019-2020, torna in onda con sei puntate nell'autunno 2019, il mercoledì sera in seconda serata. La prima e l'ultima di queste puntate vengono eccezionalmente trasmesse il martedì. Il 3 dicembre, in occasione della sua ultima puntata nel 2019, Costanzo ha annunciato che lo show sarebbe ricominciato nella primavera 2020, con un'intervista faccia a faccia con un esponente politico, presente in ogni puntata, l'edizione, tuttavia, a causa della pandemia di COVID-19 e del decreto che ha vietato la presenza del pubblico in studio, è stata annullata. Nella stagione televisiva 2020-2021, torna in onda il 27 ottobre sempre in seconda serata su Canale 5 e lo show torna ad essere trasmesso dagli studi De Paolis in Roma.
Torna poi il 24 marzo 2021 con Tommaso Zorzi (ospite fisso del programma), Rosalinda Cannavò, Maria Teresa Ruta, Giorgia Meloni e tanti altri ospiti.
Il 31 marzo 2021 la seconda puntata della trentanovesima edizione, è dedicata a "Buona domenica". Intervengono Paola Barale, Massimo Lopez, Enrico Papi, Claudio Lippi, Orietta Berti, Platinette, Demo Morselli, Rossella Brescia, Laura Freddi e il regista Roberto Cenci. Questa puntata è nota anche per l'intervista alla sindaca di Roma, Virginia Raggi, vista la riapertura del teatro più antico del paese, il Teatro Valle, prossimo ad una ristrutturazione e riapertura con il nome dedicato all'attrice Franca Valeri.
Il 27 aprile 2022, in occasione della quarantesima edizione, ritorna dopo tredici anni al Teatro Parioli. Costanzo ricorda i momenti più belli e importanti avvenuti durante gli anni, invitando molti personaggi noti che sono stati ospiti nel corso delle varie edizioni (come Marco Columbro, Lorella Cuccarini, Giampiero Mughini, Enrico Mentana, Mara Venier, Michele Santoro, Paolo Bonolis, Valerio Mastandrea, Enzo Iacchetti e Vittorio Sgarbi) oltre alla presenza fissa di Giuseppe Cruciani.
Un altro nuovo ciclo del programma era previsto per la primavera 2023 come annunciato da Maurizio Costanzo nell'ultima puntata del 2022, ma a causa dell'improvvisa scomparsa del conduttore, avvenuta il 24 febbraio 2023, lo show viene definitivamente cancellato.
Il 20 febbraio 2024 è andata in onda, su Canale 5 in seconda serata, un'ultima puntata intitolata Dedicato a... Maurizio Costanzo con la conduzione speciale di Maria De Filippi e Fabio Fazio, insieme a tanti ospiti per commemorare Costanzo a un anno dalla sua scomparsa.

## Edizioni
| Edizione | Anno      | Rete televisiva | Rete televisiva | Conduzione        | Periodo           | Periodo          | Puntate      | Puntate        | Presenze fisse    | Presenze fisse    | Presenze fisse    | Presenze fisse    | Regia             | Studio                                | Sede |
| Edizione | Anno      | Rete televisiva | Rete televisiva | Conduzione        | Inizio            | Fine             | Prima serata | Seconda serata | Presenze fisse    | Presenze fisse    | Presenze fisse    | Presenze fisse    | Regia             | Studio                                | Sede |
| -------- | --------- | --------------- | --------------- | ----------------- | ----------------- | ---------------- | ------------ | -------------- | ----------------- | ----------------- | ----------------- | ----------------- | ----------------- | ------------------------------------- | ---- |
| 1ª       | 1982-1983 | Rete 4          | Rete 4          | Maurizio Costanzo | 14 settembre 1982 | 28 aprile 1983   | 33           | –              | –                 | –                 | –                 | –                 | Paolo Pietrangeli | Teatro Parioli                        | Roma |
| 2ª       | 1983-1984 | Rete 4          | Rete 4          | Maurizio Costanzo | 26 settembre 1983 | 2 luglio 1984    | –            | –              | –                 | –                 | –                 | –                 | Paolo Pietrangeli | Teatro Parioli                        | Roma |
| 3ª       | 1984-1986 | Rete 4          | Rete 4          | Maurizio Costanzo | 10 ottobre 1984   | 8 gennaio 1986   | –            | –              | –                 | –                 | –                 | –                 | Paolo Pietrangeli | Teatro Parioli                        | Roma |
| 4ª       | 1986-1987 | Canale 5        | Canale 5        | Maurizio Costanzo | 24 gennaio 1986   | 26 giugno 1987   | –            | –              | –                 | –                 | –                 | –                 | Paolo Pietrangeli | Teatro Parioli                        | Roma |
| 5ª       | 1987-1988 | Canale 5        | Canale 5        | Maurizio Costanzo | 21 settembre 1987 | 10 giugno 1988   | –            | –              | –                 | –                 | –                 | –                 | Paolo Pietrangeli | Teatro Parioli                        | Roma |
| 6ª       | 1988-1989 | Canale 5        | Canale 5        | Maurizio Costanzo | 26 settembre 1988 | 23 giugno 1989   | –            | –              | –                 | –                 | –                 | –                 | Paolo Pietrangeli | Teatro Parioli                        | Roma |
| 7ª       | 1989-1990 | Canale 5        | Canale 5        | Maurizio Costanzo | 31 luglio 1989    | 27 luglio 1990   | –            | –              | –                 | –                 | –                 | –                 | Paolo Pietrangeli | Teatro Parioli                        | Roma |
| 8ª       | 1990-1991 | Canale 5        | Canale 5        | Maurizio Costanzo | 27 agosto 1990    | 26 luglio 1991   | –            | –              | –                 | –                 | –                 | –                 | Paolo Pietrangeli | Teatro Parioli                        | Roma |
| 9ª       | 1991-1992 | Canale 5        | Canale 5        | Maurizio Costanzo | 26 agosto 1991    | 31 luglio 1992   | –            | –              | –                 | –                 | –                 | –                 | Paolo Pietrangeli | Teatro Parioli                        | Roma |
| 10ª      | 1992-1993 | Canale 5        | Canale 5        | Maurizio Costanzo | 7 settembre 1992  | 30 luglio 1993   | –            | –              | –                 | –                 | –                 | –                 | Paolo Pietrangeli | Teatro Parioli                        | Roma |
| 11ª      | 1993-1994 | Canale 5        | Canale 5        | Maurizio Costanzo | 6 settembre 1993  | 29 luglio 1994   | –            | –              | –                 | –                 | –                 | –                 | Paolo Pietrangeli | Teatro Parioli                        | Roma |
| 12ª      | 1994-1995 | Canale 5        | Canale 5        | Maurizio Costanzo | 5 settembre 1994  | 28 luglio 1995   | –            | –              | –                 | –                 | –                 | –                 | Paolo Pietrangeli | Teatro Parioli                        | Roma |
| 13ª      | 1995-1996 | Canale 5        | Canale 5        | Maurizio Costanzo | 4 settembre 1995  | 26 luglio 1996   | –            | –              | –                 | –                 | –                 | –                 | Paolo Pietrangeli | Teatro Parioli                        | Roma |
| 14ª      | 1996-1997 | Canale 5        | Canale 5        | Maurizio Costanzo | 9 settembre 1996  | 25 luglio 1997   | –            | –              | –                 | –                 | –                 | –                 | Paolo Pietrangeli | Teatro Parioli                        | Roma |
| 15ª      | 1997-1998 | Canale 5        | Canale 5        | Maurizio Costanzo | 8 settembre 1997  | 31 luglio 1998   | –            | –              | –                 | –                 | –                 | –                 | Paolo Pietrangeli | Teatro Parioli                        | Roma |
| 16ª      | 1998-1999 | Canale 5        | Canale 5        | Maurizio Costanzo | 16 settembre 1998 | 23 luglio 1999   | 2            | –              | –                 | –                 | –                 | –                 | Paolo Pietrangeli | Teatro Parioli                        | Roma |
| 17ª      | 1999-2000 | Canale 5        | Canale 5        | Maurizio Costanzo | 13 settembre 1999 | 7 luglio 2000    | –            | –              | –                 | –                 | –                 | –                 | Paolo Pietrangeli | Teatro Parioli                        | Roma |
| 18ª      | 2000-2001 | Canale 5        | Canale 5        | Maurizio Costanzo | 18 settembre 2000 | 13 luglio 2001   | –            | 197            | –                 | –                 | –                 | –                 | Paolo Pietrangeli | Teatro Parioli                        | Roma |
| 19ª      | 2001-2002 | Canale 5        | Canale 5        | Maurizio Costanzo | 17 settembre 2001 | 12 luglio 2002   | 2            | –              | –                 | –                 | –                 | –                 | Paolo Pietrangeli | Teatro Parioli                        | Roma |
| 20ª      | 2002-2003 | Canale 5        | Canale 5        | Maurizio Costanzo | 23 settembre 2002 | 18 luglio 2003   | –            | –              | –                 | –                 | –                 | –                 | Paolo Pietrangeli | Teatro Parioli                        | Roma |
| 21ª      | 2003-2004 | Canale 5        | Canale 5        | Maurizio Costanzo | 22 settembre 2003 | 25 giugno 2004   | –            | –              | –                 | –                 | –                 | –                 | Paolo Pietrangeli | Teatro Parioli                        | Roma |
| 22ª      | 2004-2005 | Canale 5        | Rete 4          | Maurizio Costanzo | 20 settembre 2004 | 14 gennaio 2005  | 1            | –              | –                 | –                 | –                 | –                 | Paolo Pietrangeli | Teatro Parioli                        | Roma |
| 23ª      | 2005-2006 | Canale 5 Plus   | Canale 5 Plus   | Maurizio Costanzo | 12 settembre 2005 | 16 giugno 2006   | –            | –              | –                 | –                 | –                 | –                 | Paolo Pietrangeli | Teatro Parioli                        | Roma |
| 24ª      | 2007      | Canale 5        | Canale 5        | Maurizio Costanzo | 11 gennaio 2007   | 19 maggio 2007   | –            | 19             | –                 | –                 | –                 | –                 | Paolo Pietrangeli | Teatro Parioli                        | Roma |
| 25ª      | 2007-2008 | Canale 5        | Canale 5        | Maurizio Costanzo | 18 settembre 2007 | 15 maggio 2008   | –            | –              | –                 | –                 | –                 | –                 | Paolo Pietrangeli | Teatro Parioli                        | Roma |
| 26ª      | 2008-2009 | Canale 5        | Canale 5        | Maurizio Costanzo | 30 settembre 2008 | 2 maggio 2009    | –            | 46             | –                 | –                 | –                 | –                 | Paolo Pietrangeli | Teatro Parioli                        | Roma |
| 27ª      | 2009      | Canale 5        | Canale 5        | Maurizio Costanzo | 11 ottobre 2009   | 9 dicembre 2009  | –            | 18             | Alfonso Signorini | Alfonso Signorini | Alfonso Signorini | Alfonso Signorini | Valentino Tocco   | Teatro Parioli                        | Roma |
| 28ª      | 2015      | Rete 4          | Rete 4          | Maurizio Costanzo | 12 aprile 2015    | 3 maggio 2015    | 4            | –              | –                 | –                 | –                 | –                 | Valentino Tocco   | Teatro 7 degli Studios (ex De Paolis) | Roma |
| 29ª      | 2015      | Rete 4          | Rete 4          | Maurizio Costanzo | 15 novembre 2015  | 6 dicembre 2015  | 4            | –              | –                 | –                 | –                 | –                 | Valentino Tocco   | Teatro 7 degli Studios (ex De Paolis) | Roma |
| 30ª      | 2016      | Rete 4          | Rete 4          | Maurizio Costanzo | 8 maggio 2016     | 12 giugno 2016   | 6            | –              | –                 | –                 | –                 | –                 | Valentino Tocco   | Teatro 7 degli Studios (ex De Paolis) | Roma |
| 31ª      | 2016      | Rete 4          | Rete 4          | Maurizio Costanzo | 6 novembre 2016   | 11 dicembre 2016 | 6            | –              | Antonio Giuliani  | Antonio Giuliani  | Antonio Giuliani  | Antonio Giuliani  | Valentino Tocco   | Teatro 7 degli Studios (ex De Paolis) | Roma |
| 32ª      | 2017      | Canale 5        | Canale 5        | Maurizio Costanzo | 20 aprile 2017    | 25 maggio 2017   | –            | 6              | –                 | –                 | –                 | –                 | Valentino Tocco   | Teatro 5 degli Studi Voxson           | Roma |
| 33ª      | 2017      | Canale 5        | Iris            | Maurizio Costanzo | 9 novembre 2017   | 14 dicembre 2017 | 1            | 6              | Andrea Pucci      | Andrea Pucci      | Andrea Pucci      | Andrea Pucci      | Valentino Tocco   | Teatro 5 degli Studi Voxson           | Roma |
| 34ª      | 2018      | Canale 5        | Canale 5        | Maurizio Costanzo | 22 marzo 2018     | 24 aprile 2018   | –            | 6              | –                 | –                 | –                 | –                 | Valentino Tocco   | Teatro 5 degli Studi Voxson           | Roma |
| 35ª      | 2018      | Canale 5        | Canale 5        | Maurizio Costanzo | 24 ottobre 2018   | 28 novembre 2018 | –            | 6              | –                 | –                 | –                 | –                 | Valentino Tocco   | Teatro 5 degli Studi Voxson           | Roma |
| 36ª      | 2019      | Canale 5        | Canale 5        | Maurizio Costanzo | 28 marzo 2019     | 2 maggio 2019    | –            | 6              | –                 | –                 | –                 | –                 | Valentino Tocco   | Lumina Studios                        | Roma |
| 37ª      | 2019      | Canale 5        | Canale 5        | Maurizio Costanzo | 29 ottobre 2019   | 3 dicembre 2019  | 1            | 6              | –                 | –                 | –                 | –                 | Valentino Tocco   | Lumina Studios                        | Roma |
| 38ª      | 2020      | Canale 5        | Canale 5        | Maurizio Costanzo | 27 ottobre 2020   | 2 dicembre 2020  | –            | 6              | Andrea Pucci      | Andrea Pucci      | Andrea Pucci      | Andrea Pucci      | Valentino Tocco   | Teatro 7 degli Studios (ex De Paolis) | Roma |
| 39ª      | 2021      | Canale 5        | Canale 5        | Maurizio Costanzo | 24 marzo 2021     | 28 aprile 2021   | –            | 6              | Tommaso Zorzi     | Tommaso Zorzi     | Tommaso Zorzi     | Tommaso Zorzi     | Valentino Tocco   | Teatro 7 degli Studios (ex De Paolis) | Roma |
| 40ª      | 2021      | Canale 5        | Canale 5        | Maurizio Costanzo | 3 novembre 2021   | 8 dicembre 2021  | –            | 6              | Giuseppe Cruciani | –                 | –                 | –                 | Valentino Tocco   | Teatro 7 degli Studios (ex De Paolis) | Roma |
| 41ª      | 2022      | Canale 5        | Canale 5        | Maurizio Costanzo | 27 aprile 2022    | 1º giugno 2022   | –            | 6              | Giuseppe Cruciani | Sara Croce        | –                 | –                 | Valentino Tocco   | Teatro Parioli                        | Roma |
| 42ª      | 2022      | Canale 5        | Canale 5        | Maurizio Costanzo | 30 settembre 2022 | 25 novembre 2022 | –            | 8              | Giuseppe Cruciani | Sara Croce        | Nicolò di Tullio  | Gabriella Germani | Valentino Tocco   | Teatro Parioli                        | Roma |

## Programmazione
| Edizione | Rete televisiva | Rete televisiva | Anno      | Stagione          | Programmazione | Programmazione | Programmazione | Programmazione | Programmazione | Programmazione | Programmazione | Collocazione | Collocazione |
| Edizione | Rete televisiva | Rete televisiva | Anno      | Stagione          | L              | M              | M              | G              | V              | S              | D              | Collocazione | Collocazione |
| -------- | --------------- | --------------- | --------- | ----------------- | -------------- | -------------- | -------------- | -------------- | -------------- | -------------- | -------------- | ------------ | ------------ |
| 1ª       | Rete 4          | Rete 4          | 1982-1983 | estate-primavera  |                |                |                |                |                |                |                | Prima serata | Prima serata |
| 2ª       | Rete 4          | Rete 4          | 1983-1984 | autunno-estate    |                |                |                |                |                |                |                | Prima serata | Prima serata |
| 3ª       | Rete 4          | Rete 4          | 1984-1986 | autunno-inverno   |                |                |                |                |                |                |                | Prima serata | Prima serata |
| 4ª       | Canale 5        | Canale 5        | 1986-1987 | inverno-estate    |                |                | Seconda serata | Seconda serata |                |                |                |              |              |
| 5ª       | Canale 5        | Canale 5        | 1987-1988 | autunno-primavera |                |                |                |                |                |                |                |              |              |
| 6ª       | Canale 5        | Canale 5        | 1988-1989 | autunno-estate    |                |                |                |                |                |                |                |              |              |
| 7ª       | Canale 5        | Canale 5        | 1989-1990 | estate-estate     |                |                |                |                |                |                |                |              |              |
| 8ª       | Canale 5        | Canale 5        | 1990-1991 | estate-estate     |                |                |                |                |                |                |                |              |              |
| 9ª       | Canale 5        | Canale 5        | 1991-1992 | estate-estate     |                |                |                |                |                |                |                |              |              |
| 10ª      | Canale 5        | Canale 5        | 1992-1993 | estate-estate     |                |                |                |                |                |                |                |              |              |
| 11ª      | Canale 5        | Canale 5        | 1993-1994 | estate-estate     |                |                |                |                |                |                |                |              |              |
| 12ª      | Canale 5        | Canale 5        | 1994-1995 | estate-estate     |                |                |                |                |                |                |                |              |              |
| 13ª      | Canale 5        | Canale 5        | 1995-1996 | estate-estate     |                |                |                |                |                |                |                |              |              |
| 14ª      | Canale 5        | Canale 5        | 1996-1997 | estate-estate     |                |                |                |                |                |                |                |              |              |
| 15ª      | Canale 5        | Canale 5        | 1997-1998 | estate-estate     |                |                |                |                |                |                |                |              |              |
| 16ª      | Canale 5        | Canale 5        | 1998-1999 | estate-estate     | Seconda serata | Prima serata   |                |                |                |                |                |              |              |
| 17ª      | Canale 5        | Canale 5        | 1999-2000 | estate-estate     | Seconda serata | Seconda serata |                |                |                |                |                |              |              |
| 18ª      | Canale 5        | Canale 5        | 2000-2001 | estate-estate     | Seconda serata | Seconda serata |                |                |                |                |                |              |              |
| 19ª      | Canale 5        | Canale 5        | 2001-2002 | estate-estate     | Seconda serata | Prima serata   |                |                |                |                |                |              |              |
| 20ª      | Canale 5        | Canale 5        | 2002-2003 | estate-estate     | Seconda serata | Seconda serata |                |                |                |                |                |              |              |
| 21ª      | Canale 5        | Canale 5        | 2003-2004 | autunno-estate    | Seconda serata | Seconda serata |                |                |                |                |                |              |              |
| 22ª      | Canale 5        | Rete 4          | 2004-2005 | autunno-estate    | Seconda serata | Prima serata   |                |                |                |                |                |              |              |
| 23ª      | Canale 5 Plus   | Canale 5 Plus   | 2005-2006 | estate-estate     | Seconda serata | Seconda serata |                |                |                |                |                |              |              |
| 24ª      | Canale 5        | Canale 5        | 2007      | inverno-primavera | Seconda serata | Seconda serata |                |                |                |                |                |              |              |
| 25ª      | Canale 5        | Canale 5        | 2007-2008 | estate-primavera  | Seconda serata | Seconda serata |                |                |                |                |                |              |              |
| 26ª      | Canale 5        | Canale 5        | 2008-2009 | autunno-primavera | Seconda serata | Seconda serata |                |                |                |                |                |              |              |
| 27ª      | Canale 5        | Canale 5        | 2009      | autunno           | Seconda serata | Seconda serata |                |                |                |                |                |              |              |
| 28ª      | Rete 4          | Rete 4          | 2015      | primavera         |                | Prima serata   | Prima serata   |                |                |                |                |              |              |
| 29ª      | Rete 4          | Rete 4          | 2015      | autunno           |                | Prima serata   | Prima serata   |                |                |                |                |              |              |
| 30ª      | Rete 4          | Rete 4          | 2016      | primavera         |                | Prima serata   | Prima serata   |                |                |                |                |              |              |
| 31ª      | Rete 4          | Rete 4          | 2016      | autunno           |                | Prima serata   | Prima serata   |                |                |                |                |              |              |
| 32ª      | Canale 5        | Canale 5        | 2017      | primavera         |                | Prima serata   | Prima serata   |                |                |                |                |              |              |
| 33ª      | Canale 5        | Iris            | 2017      | autunno           | Seconda serata | Prima serata   |                |                |                |                |                |              |              |
| 34ª      | Canale 5        | Canale 5        | 2018      | primavera         | Seconda serata | Seconda serata |                |                |                |                |                |              |              |
| 35ª      | Canale 5        | Canale 5        | 2018      | autunno           | Seconda serata | Seconda serata |                |                |                |                |                |              |              |
| 36ª      | Canale 5        | Canale 5        | 2019      | primavera         | Seconda serata | Seconda serata |                |                |                |                |                |              |              |
| 37ª      | Canale 5        | Canale 5        | 2019      | autunno           | Seconda serata | Prima serata   |                |                |                |                |                |              |              |
| 38ª      | Canale 5        | Canale 5        | 2020      | autunno           | Seconda serata | Seconda serata |                |                |                |                |                |              |              |
| 39ª      | Canale 5        | Canale 5        | 2021      | primavera         | Seconda serata | Seconda serata |                |                |                |                |                |              |              |
| 40ª      | Canale 5        | Canale 5        | 2021      | autunno           | Seconda serata | Seconda serata |                |                |                |                |                |              |              |
| 41ª      | Canale 5        | Canale 5        | 2022      | primavera         | Seconda serata | Seconda serata |                |                |                |                |                |              |              |
| 42ª      | Canale 5        | Canale 5        | 2022      | autunno           | Seconda serata | Seconda serata |                |                |                |                |                |              |              |

## Spin-off

### Buon pomeriggioeConversando(2006-2007)
Il 18 settembre 2006 va in onda su Canale 5 dal lunedì al venerdì Buon pomeriggio, nuovo talk show quotidiano condotto da Costanzo. Dal 24 settembre 2006 va in onda anche un appuntamento domenicale, Conversando, dalle 18:50 alle 20:00, subito dopo Buona Domenica.
Conversando fu chiuso il 7 gennaio 2007 (sostituito, dalla settimana seguente, da Chi vuol essere milionario?, che da allora in poi è andato in onda anche di domenica), mentre Buon pomeriggio chiuse il 13 aprile 2007. 
Tra gli ospiti di Conversando ci sono stati: Enrico Papi, Amadeus, Vittorio Sgarbi e il cast della fiction Mediaset I Cesaroni.

### Maurizio Costanzo Show - La storia(2014)
Il programma torna in onda nel 2014 attraverso le repliche delle migliori puntate su Mediaset Extra. La trasmissione, intitolata Maurizio Costanzo Show - La storia, prevede una introduzione di ciascuna puntata da parte dello stesso Costanzo e va in onda, a partire dal 9 maggio 2014, il venerdì e la domenica in seconda serata. Dal 7 luglio 2014 va in onda anche su Canale 5 prima il lunedì ed in seguito la domenica. Segue quindi lo spostamento della puntata domenicale al sabato su Mediaset Extra.

### Maurizio Costanzo Show - 35 anni(2017-2018)
Dal 10 dicembre 2017 al 1º gennaio 2018, ogni domenica alle 14 e ogni lunedì in seconda serata Mediaset Extra ripropone alcune puntate storiche dello spettacolo, introdotte dallo stesso conduttore, per celebrare i 35 anni del programma.

### Maurizio Costanzo racconta (2016-2017)eAlfabeto (2018-2022)
Altri due spin-off della trasmissione sono andati in onda sul canale tv Iris tra il 2016 e il 2022. Entrambe le trasmissioni sono state condotte da Maurizio Costanzo con Alberto Consarino.

## Puntate speciali
| Messa in onda    | Titolo                                               | Rete televisiva | Conduttori        | Conduttori     | Descrizione | Collocazione   | Ospiti | Ascolti        | Ascolti |      |
| Messa in onda    | Titolo                                               | Rete televisiva | Conduttori        | Conduttori     | Descrizione | Collocazione   | Ospiti | Telespettatori | Share   |      |
| ---------------- | ---------------------------------------------------- | --------------- | ----------------- | -------------- | --- | -------------- | --- | -------------- | ------- | ---- |
| 29 novembre 1998 | I tre tenori                                         | Canale 5        | Maurizio Costanzo | Enrico Mentana | Puntata speciale dedicata a tre celebri conduttori televisivi | Prima serata   | Mike Bongiorno, Corrado, Raimondo Vianello, Sandra Mondaini, Paolo Bonolis | 5 500 000      | 21,00%  |      |
| 26 marzo 1999    | In ordine alfabetico                                 | Canale 5        | Maurizio Costanzo | Enrico Mentana | Puntata speciale dedicata a tre celebri attori italiani | Prima serata   | Vittorio Gassman, Alberto Sordi, Monica Vitti | N.D.           | N.D.    | N.D. |
| 19 dicembre 2001 | 20 anni                                              | Canale 5        | Maurizio Costanzo | –              | Puntata speciale dedicata ai 20 anni della trasmissione. La puntata viene replicata in prima serata su Canale 5 il 28 agosto 2023, nel giorno in cui Costanzo avrebbe compiuto 85 anni | Prima serata   | Luciana Littizzetto, Giuliana De Sio, Nancy Brilli, Enrico Mentana, Emilio Fede, Bruno Vespa, Gad Lerner, Enrico Brignano, Giobbe Covatta, Raimondo Vianello, Sandra Mondaini, Fiorello, Maria De Filippi, Massimo Dapporto, Gigi Proietti | N.D.           | N.D.    | N.D. |
| 16 luglio 2002   | Caso di Cogne                                        | Canale 5        | Maurizio Costanzo | –              | Puntata speciale in prima serata dedicata al Caso di Cogne | Prima serata   | Carlo Taormina, Annamaria Franzoni | N.D.           | N.D.    | N.D. |
| 9 marzo 2005     | …E adesso fate i bravi - Ricordo di Alberto Castagna | Rete 4          | Maurizio Costanzo | –              | Puntata speciale per rendere omaggio ad Alberto Castagna, scomparso il 1º marzo 2005                                                                                                   | Prima serata   | Marco Balestri, Michele Cucuzza, Rita Dalla Chiesa, Aldo De Luca, Emanuela Folliero, Michele Guardì, Claudio Lippi, Giancarlo Magalli, Lele Mora, Fatma Ruffini, Gigi Sabani, Mara Venier, Giorgio Vignali, Ela Weber | 1 500 000      | 6,12%   |      |
| 29 novembre 2017 | 10 anni di Iris                                      | Iris            | Maurizio Costanzo | –              | Puntata speciale in onda eccezionalmente su Iris, per celebrare i 10 anni del canale                                                                                                   | Prima serata   | Sandra Milo, Barbara Bouchet, Eleonora Giorgi, Barbara De Rossi, Giuliana De Sio, Piero Villaggio (figlio di Paolo Villaggio) e Gina Lollobrigida | 213 000        | 0,80%   |      |
| 11 aprile 2019   | I tre tenori                                         | Canale 5        | Maurizio Costanzo | Enrico Mentana | Riproposizione della puntata del 1998 con i moderni "Tre tenori" (conduttori TV) | Seconda serata | Paolo Bonolis, Carlo Conti, Gerry Scotti | 1 230 000      | 16,30%  |      |
| 5 settembre 2019 | Allegria!                                            | Canale 5        | Maurizio Costanzo | Gerry Scotti   | Puntata speciale dedicata a Mike Bongiorno nel decennale della sua scomparsa | Prima serata   | Pippo Baudo, Sabina Ciuffini, Antonella Elia, Paola Barale, Massimo Lopez, Giuliana Longari, Gigliola Cinquetti, Valeria Marini, Piero Chiambretti, Simona Ventura, Vittorio Sgarbi, Walter Veltroni, Pio & Amedeo, Nicolò Bongiorno | 2 242 000      | 14,80%  |      |
| 20 febbraio 2024 | Dedicato a... Maurizio Costanzo                      | Canale 5        | Maria De Filippi  | Fabio Fazio    | Si riaccende il sipario del Teatro Parioli (che prende il nome di Parioli Costanzo) per rendere omaggio e celebrare il grande Maurizio Costanzo ad un anno dalla sua scomparsa         | Seconda serata | Renzo Arbore, Mara Venier, Carlo Verdone, Paolo Bonolis, Rosario Fiorello, Enrico Mentana, Michele Santoro, Platinette, Rita Dalla Chiesa, Luciana Littizzetto, Christian De Sica, Vittorio Sgarbi, Giobbe Covatta, Enzo Iacchetti, Dario Vergassola, Massimo Lopez, Ricky Memphis, Vladimir Luxuria, Giorgia, Pier Silvio Berlusconi, Francesco Totti | 1 889 000      | 21,97%  |      |

## Controversie
La puntata del 5 novembre 1991 è dedicata al risorgente fenomeno europeo del neonazismo: durante la trasmissione viene dato spazio a tre neonazisti che vengono applauditi dal pubblico in sala, mentre solamente il filosofo francese Bernard-Henri Lévy ne contesta la presenza e il modo in cui vengono presentati. L'episodio viene ripreso e analizzato nel libro Adenoidi di Daniele Luttazzi.

## Esportazione del format
Il format del Maurizio Costanzo Show fu trasposto in Spagna da Telecinco, l'omologo iberico di Canale 5, che ne produsse una versione locale intitolata ¿Hablando se entiende la gente?, condotta da Jose Luis Coll ed andata in onda dal 1990 al 1993; tale trasmissione, ambientata anch'essa in un vero teatro, utilizzava la stessa sigla storica della controparte italiana; in seguito sempre su Telecinco ne fu prodotta anche una versione rivolta ai bambini, intitolata ¿Hablando se entiende la basca?, presentata da Jesús Vásquez.